# Clié
PDAs con sistema operativo PalmOS desarrolladas por Sony entre los años 2000 y 2004.

## Características generales
Entre sus características, que las distinguían de otros equipos con PalmOS destacan las tarjetas de memoria Memory_Stick, la rueda Jog o el soporte de formato de audio ATRAC3
Sus partidarios destacan que frente a otras PDAs PalmOS las Clié fueros las primeras en incorporar pantallas de alta resolución, integración de WiFi y Bluetooth en un mismo dispositivo o el doble slot (MS y CF).
Sus detractores critican la utilización de tarjetas MS en vez de las más comunes y baratas SD o MMC, el precio elevado en los modelos de gama alta y la falta de soporte de serie de sincronización con Apple Mac.

## Fin de la gama Clié
En verano de 2004, Sony anunció que dejará de comercializar fuera de Japón las Clié, y el año siguiente también cesó la comercialización en Japón.
Los últimos modelos comercializados oficialmente fuera de Japón fueron los TJ27, TJ37 y TH55 lanzados a comienzos de 2004.
En España solo estuvieron disponibles oficialmente los modelos de las series TJ y TH.

## Modelos

### Modelos con CPU Dragonball
Lanzados entre 2000 y 2002, con CPU Motorola_Dragonball y PalmOS 3.5 o 4.x
- serie S
- serie T
- serie N
- serie NR: diseño tipo concha con teclado, doble slot.
- series SL y SJ

### Modelos PalmOS 5
Lanzados entre 2002 y 2004 con CPU ARM y PalmOS 5.0 o 5.2
- series NX y NZ: actualización de las NR, pantalla 3.8" 320*480, CPU intel.
- serie TG: pantalla 3" 320*320, teclado bajo la pantalla.
- serie UX: diseño tipo concha con teclado, pantalla 3.2", 480*320, primera PDA PalmOS con WiFi y Bluetooth, CPU Sony HHE.
- serie TJ: pantalla 3" 320*320, sin teclado CPU Motorola iMXL.
- serie TH: pantalla 3.8" 320*480, sin teclado, CPU Sony HHE.
- serie VZ: pantalla OLED 3.8" 320*480, sin teclado, CPU Sony HHE, doble slot. Solo comercializada oficialmente en Japón.